# デイトン・ライト RB-1

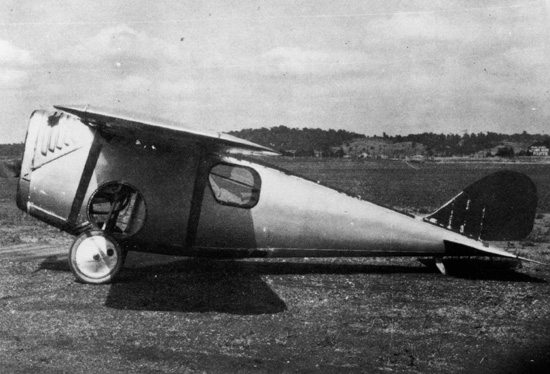
RB-1

デイトン・ライト RB-1（Dayton-Wright RB-1）またはデイトン・ライト レーサーは、1920年にフランスで開催された第6回、
ゴードン・ベネット・カップレースに参加するために、アメリカ合衆国で製作された競技機である。高翼の片持ち式単葉機で、モノコックの胴体の木製機であった。飛行中に、翼のキャンバーが変更できた。手動クランクで引き上げられる引き込み脚が採用され、空気抵抗を減らす目的で引き込み脚が採用された最初の機体のひとつである。パイロットの側面に窓が設けられたが前方視界はなかった。コクピットには胴体の上部のハッチを通って乗り込む構造であった。
フランスへ、解体し運搬され、ハワード・ラインハートの操縦で1920年9月28日のゴードン・ベネット・カップレースに参戦したが飛行中のトラブルでリタイアした。アメリカに戻った後、ミシガン州ディアボーンのヘンリー・フォード博物館で保存されることになった。
RB-1の先進的な機構はデイトン・ライトの試作戦闘機XPS-1に引き継がれた。

## 性能要目
- 乗員: 1
- 全長：6.91m
- 全幅 ：6.45m
- 発動機:  Hall-Scott L-6, 250 hp 1基
- 最大速度 ：306 km/h
- 航続距離 ：440 Km